# Jean-Nicolas Démeunier
Jean-Nicolas Démeunie, o Desmeuniers (Nozeroy, 15 marzo 1751 – Parigi, 7 febbraio 1814), è stato un politico e saggista francese, autore di molti saggi storici, politici e morali e di numerose traduzioni di libri di viaggio inglesi.

## Biografia
Démeunier, educato nel suo paese natale, si trasferì poi a Parigi dove alcune produzioni letterarie gli valsero il posto di "segretario" del conte di Provenza (fratello di Luigi XVI e futuro re Luigi XVIII), poi il posto di censore reale.

### Stati Generali e Assemblea costituente del 1789
Sostenitore della Rivoluzione francese, il 16 maggio 1789 venne eletto deputato del Terzo Stato agli Stati Generali per la città di Parigi, con 133 voti. Fa parte della maggioranza; successivamente è nominato segretario e presidente (22 dicembre 1789-3 gennaio 1790) dell'Assemblea costituente del 1789, e fa parte del Comitato della Costituzione del 1791. Si oppone alla mozione del marchese Claude-Jean-Antoine d'Ambly che comporta che non si possa essere deputati se non del proprio dipartimento (novembre 1789), mozione che fu poi votata; richiede la limitazione a 800 milioni dell'emissione di assignati, richiede l'istituzione di una giuria e di un Tribunal de cassation, presenta (7 marzo 1791), a nome del comitato della Costituzione, un rapporto sulla necessità della responsabilità ministeriale, si è dichiarato a favore (26 agosto) dell'ammissibilità dei membri della famiglia reale alle funzioni elettive e, sulla questione delle ceneri di Jean-Jacques Rousseau, ha riconosciuto il diritto di proprietà rivendicato da René-Louis de Girardin, che si rifiutò di farli rimuovere da Ermenonville.
Dopo la sessione, Demeunier è stato eletto amministratore della città di Parigi (7 novembre 1791), ma si dimette al rientro di Pétion all'Hôtel de Ville (Municipio), e fugge negli Stati Uniti durante il Terrore.
Torna in Francia nel 1796 e viene candidato al Direttorio.

### Consolato e Primo Impero francese
Napoleone, il primo Console, lo nomina (4 nevoso anno VIII - 25 dicembre 1799) membro del Tribunat alla sua creazione; diventa presidente di questa assemblea il 2 gennaio 1800.
Membro del Senato conservatore (28 nevoso anno X - 18 gennaio 1802), membro della Legion d'onore (9 vendemmiaio anno XII - 2 ottobre 1803), Commendatore della Legion d'Onore (25 pratile seguente - 14 giugno 1804), un mese dopo la nascita del Primo Impero francese, viene insignito della carica senatoriale di Tolosa, nominato conte dell'Impero (26 aprile 1808), e Grand'Ufficiale dell'Ordine della Legion d'Onore (30 giugno 1811).
Démeunier fu eletto sostenitore dell'Académie des Jeux floraux nel 1804. Integrò la Massoneria nella Loggia massonica delle Neuf Sœurs.
Nel 1809, fa cessare la vendita di l'Austerlide di Jean-Pons-Guillaume Viennet, perché l'autore, " esclave de la vérité historique (schiavo della verità storica) ", vi ha fatto esprimere all'imperatore Alessandro I di Russia i sentimenti che nutriva nel 1805, e che le circostanze politiche avevano poi completamente cambiato.
Démeunier muore due mesi prima del declino di Napoleone I. Viene sepolto al Panthéon di Parigi.

## Principali pubblicazioni
Ha lasciato molte pubblicazioni di viaggio e di storia, per lo più tradotti dall'inglese. Era uno dei principali sostenitori in Francia della causa americana (contro l'Inghilterra). Ha scritto diversi articoli sugli Stati Uniti per l'Encyclopédie Méthodique di Charles-Joseph Panckoucke, con la consulenza di Thomas Jefferson.
Thomas Jefferson fu la fonte ispiratrice anche di Précis historique de la révolution des États Unis d'Amérique, précédé de l'histoire de ses provinces, jusq'à l'époque de la révolution, et suivi du Manifeste ou de l'acte d'Indépendance des treize États-Unis, pubblicato anonimo a Gand da Goessin nel 1789.
Elenco:
- L'Esprit des usages et des coutumes des différens peuples, ou observations tirées des voyageurs et des historiens (3 volumes, 1776). Réédition: J.-M. Place, Paris, 1988. Texte en ligne
- Encyclopédie méthodique. Économie politique et diplomatique, partie dédiée et présentée à monseigneur le baron de Breteuil, ministre et secrétaire d'État, &c. Par M. Démeunier, avocat, & censeur royal (4 volumes, 1784-1788)
- Essai sur les États-Unis (1786)
- Des Conditions nécessaires à la légalité des États-Généraux (1788)
- Avis aux députés qui doivent représenter la Nation dans l'Assemblée des États-Généraux (1789) Texte en ligne
- L'Amérique indépendante, ou Les différentes constitutions des treize provinces qui se sont érigées en républiques sous le nom d'États-Unis de l'Amérique. Avec un précis de l'histoire de chaque province, & des remarques sur les constitutions, la population, les finances & l'état dans lequel les provinces se trouvent actuellement (1790) Texte en linge

Traduzioni
- Constantine John Phipps : Voyage au pôle boréal, fait en 1773 par ordre du roi d'Angleterre, par Constantin Jean Phipps (1775)
- Patrick Brydone : Voyage en Sicile et à Malte (2 volumes, 1775)
- Robert Wood : Essai sur le génie original d'Homère, avec l'état actuel de la Troade comparé à son état ancien (1777)
- George Vancouver : Voyage de découvertes à l'océan Pacifique du Nord et autour du monde (3 volumes, 1798)
- Thomas Forrest : Voyage aux Moluques et à la Nouvelle Guinée, fait sur la galère la Tartare en 1774, 1775 et 1776 par le capitaine Forrest (1780) Illustrations en ligne
- John Rickman: Troisième voyage de Cook, ou Journal d'une expédition faite dans la mer Pacifique du sud & du nord [Texte imprimé], en 1776, 1777, 1778, 1779 & 1780 (1782)
- James Cook : Troisième Voyage de Cook, ou Voyage à l'Océan Pacifique, ordonné par le roi d'Angleterre pour faire des découvertes dans l'hémisphère Nord, pour déterminer la position et l'étendue de la côte Ouest de l'Amérique septentrionale, sa distance de l'Asie et résoudre la question du passage du Nord, exécuté sous la direction des capitaines Cook, Clerke et Gore sur les vaisseaux la Résolution et la Découverte, en 1776, 1777, 1778, 1779 et 1780 (5 volumes, 1785)
- William Bolts : Troisième supplément aux Mémoires concernant l'histoire, les sciences des Chinois, par les missionnaires de Pe-Kin, contenant état civil, politique et commerçant du Bengale (1788)

## Araldica
| Stemma | Descrizione                                                | Blasonatura |
| \| \|  | Jean-Nicolas Démeunier Conte senatore dell'impero francese | Partito. Nel 1° taglio di conte-senatore e d'argento con tre fiori di viole pensée azzurri; le parti a sinistra di rosso d'oro pallido. Ornamenti esteriori da conte senatore dell'impero francese, grand'ufficiale dell'Ordine della Legion d'onore. Livrea : blu, rosso & giallo. |
|        |                                                            | |